# Japhet Kareke Mbiuki
Japhet Miriti Kareke Mbiuki (* 1971) ist ein kenianischer Politiker der Kenianischen Afrikanischen Nationalunion KANU (Kenya African National Union) und später der Vereinigten Demokratische Allianz UDA (United Democratic Alliance), der seit 2007 Mitglied der Nationalversammlung (Wabunge) ist und von 2007 bis 2013 Vizeminister für Landwirtschaft war.

## Leben
Japhet Miriti Kareke Mbiuki besuchte von 1977 bis 1985 die Rurama Primary School, die er mit einem Kenya Certificate of Primary Education (KCPE) abschloss, sowie zwischen 1986 und 1989 die Kanyakine High School, die er mit einem Kenya Certificate of Secondary Education (KCSE) beendete. Anschließend begann er 1990 ein Studium der Wirtschaftswissenschaften an der Kenyatta University, welches er 1995 mit einem Bachelor of Arts (BA Business and Economics) abschloss. Er hat außerdem einen Bachelor-Abschluss in öffentlicher Finanzwirtschaft an der Kenyatta University erworben. Seine berufliche Laufbahn begann er 1995 als Werbeleiter bei der Nation Media Group und wechselte 1998 als Marketingvertreter zur Premier Group. Im Anschluss war er zwischen 2000 und 2002 Manager für Marketing des Unternehmens Unga Limited, ehe er von 2003 bis 2007 Geschäftsführender Direktor von Manugate Holdings Limited war. Er engagierte sich ferner als Mitglied der Marketing Society Of Kenya und absolvierte zudem von 2003 bis 2005 ein postgraduales Studium im Studiengang Strategisches Management an der University of Nairobi, welches er mit einem Master of Business Administration (MBA) beendete. Daneben war er von 2003 bis 2008 als Unternehmer im Transport-, Landwirtschafts- und Erdölsektor tätig.
Bei der Parlamentswahl am 27. Dezember 2007 wurde Mbiuki erstmals zum Mitglied der Nationalversammlung (Wabunge) und vertrat zunächst den Wahlkreis „Nithi Constituency“. In der Regierung von Staatspräsident Mwai Kibaki fungierte er zwischen 2007 und 2013 als Vizeminister für Landwirtschaft. Bei der darauf folgenden Parlamentswahl am 4. März 2013 wurde er für The National Alliance im Wahlkreis „Maara Constituency“ erneut zum Mitglied der Nationalversammlung gewählt und gehört dieser nach seinen Wiederwahlen bei der Parlamentswahl am 8. August 2017 und der Parlamentswahl am 9. August 2022 für den Wahlkreis „Maara Constituency“ seither an. Während seiner Parlamentszugehörigkeit war er in der 13. Legislaturperiode (2013–2017) Vizevorsitzender des Landwirtschaftsausschusses sowie Mitglied des Ausschusses für öffentliche Finanzen. In der darauf folgenden 12. Legislaturperiode (2017–2022) fungierte er als Vorsitzender des Ausschusses für Umwelt, Wasser und natürliche Ressourcen und war zugleich Mitglied des Verbindungsausschusses sowie Mitglied des Ausschusses für Handel, Industrie und Genossenschaften.
In der 2022 begonnenen 13. Legislaturperiode ist Japhet Kareke Mbiuki, dem der Order Of The Burning Spear (CBS) Erster Klasse verliehen wurde, Vorsitzender des Ausschusses für Tourismus und Tierwelt, und gehört zur Gruppe der Abgeordneten der Mount Kenya East Region. Im August 2023 sagte er ein Stipendium zur Finanzierung der High-School-Ausbildung einer Fünfzehnjährigen zu, die zuvor mit einem 19-Jährigen zwangsheiratet war.